# Lintulaki
Lintulaki är en ö i Finland. Den ligger i sjön Pyhäjärvi och i kommunen Eura i den ekonomiska regionen  Raumo ekonomiska region  och landskapet Satakunta, i den sydvästra delen av landet, 180 km nordväst om huvudstaden Helsingfors. Öns area är 0,2 hektar och dess största längd är 70 meter i öst-västlig riktning.